# Містер Ті
Містер Ті (при народженні Лоуренс Тюро, нар. 21 травня 1952) — американський актор. Відомий за ролями Б. А. Баракуса в телесеріалі 1980-х років «Команда А» і боксера Джеймса Ленга у фільмі 1982 року «Роккі III». Він також відомий своєю характерною зачіскою, натхненною воїнами народу мандінка в Західній Африці, великою кількістю золотих прикрас, іміджем крутого хлопця і своєю коронною фразою «Мені шкода дурня!» (англ. "I pity the fool!"), яку вперше вимовив Ленг у фільмі «Роккі III», а потім перетворив на торговельну марку, що використовується в слоганах і назвах, наприклад, реаліті-шоу «Мені шкода дурня» (2006).